# Kaplica Świętokrzyska na Wawelu
Kaplica Świętokrzyska, zwana także Jagiellońską, pod wezwaniem Świętego Krzyża i Ducha Świętego – jedna z dziewiętnastu kaplic katedry wawelskiej. Znajduje się w zachodnim końcu południowej nawy bocznej. W roku 2008 została udostępniona do zwiedzania.

## Historia
Obiekt powstał w latach 1467-1477, z fundacji króla Kazimierza IV Jagiellończyka, z przeznaczeniem na kaplicę grobową dla niego oraz jego żony Elżbiety Rakuszanki. Pokryto ją wówczas polichromią (w 1470) i umieszczono dwa tryptyki, stalle oraz nagrobki króla i królowej dłuta Wita Stwosza. W XVI wieku freski częściowo przemalowano, a w XVIII wieku ściany wybielono i umieszczono tutaj nagrobek biskupa Kajetana Ignacego Sołtyka. Restaurację kaplicy, połączoną z przywróceniem pierwotnego wyglądu polichromii, podjął w 1870 Izydor Jabłoński, w latach 1904-1905 Julian Makarewicz, a w latach 1947-1951 Rudolf Kozłowski – wówczas otworzono także grób króla Kazimierza Jagiellończyka.

## Wnętrze
Ściany pokryte są polichromią malarzy ruskich. Witraże, przedstawiające historię św. Krzyża, projektu Józefa Mehoffera, wykonał w 1905 Sławomir Odrzywolski. Przy ścianie zachodniej, pośrodku, znajduje się nagrobek biskupa Kajetana Sołtyka 1789, dłuta Piotra Aignera. W południowo-zachodnim narożniku wznosi się tumbowo–baldachimowy nagrobek Kazimierza Jagiellończyka fundacji królowej Elżbiety, o cechach późnogotyckich, który wyrzeźbił Wit Stwosz wraz ze swoim pomocnikiem Jorgiem Huberem z Passawy (twórca scen z Pisma Świętego na kapitelach). Po przeciwnej stronie spoczęła królowa Elżbieta.
Przy ścianie wschodniej, po stronie południowej, znajduje się tryptyk Matki Bożej Bolesnej, pochodzący z 4. ćwierci XV wieku, autorstwa krakowskich artystów. W zwieńczonej figurami proroków szafie umieszczono posągi Matki Boskiej Bolesnej i Jezusa Bolesnego. Niżej aniołowie, trzymający herby Polski, Litwy i Habsburgów, zaś wyżej trzymający Arma Christi (atrybuty męki pańskiej). Malowane skrzydła ukazują: Ofiarowanie Jezusa w świątyni, Chrystus wśród uczonych, Ukrzyżowanie, Zdjęcie z Krzyża – skrzydła otwarte i Zwiastowanie, Boże Narodzenie, Hołd Trzech króli, Obrzezanie – skrzydła zamknięte.
Po stronie północnej ściany wschodniej umieszczono tryptyk Świętej Trójcy z 1467, pochodzący z warsztatu artystów krakowskich. Znajdująca się - w zwieńczonej figurami Chrystusa Zmartwychwstałego z dwoma aniołami, św. Zofii z córkami, a także św. Anny Samotrzeć - szafie grupa Trójcy Świętej, otoczona jest posągami świętych Doroty, Małgorzaty, Katarzyny, Barbary oraz chórami aniołów. Malowane skrzydła ukazują: proroków, męczenników, apostołów, dziewice – skrzydła otwarte i Nawrócenie św. Pawła, Wizja św. Eustachego, św. Jerzy zabijający smoka, św. Sekundus przeprawiający się przez rzekę Pad – skrzydła zamknięte. Kaplicę zamyka ażurowa krata.

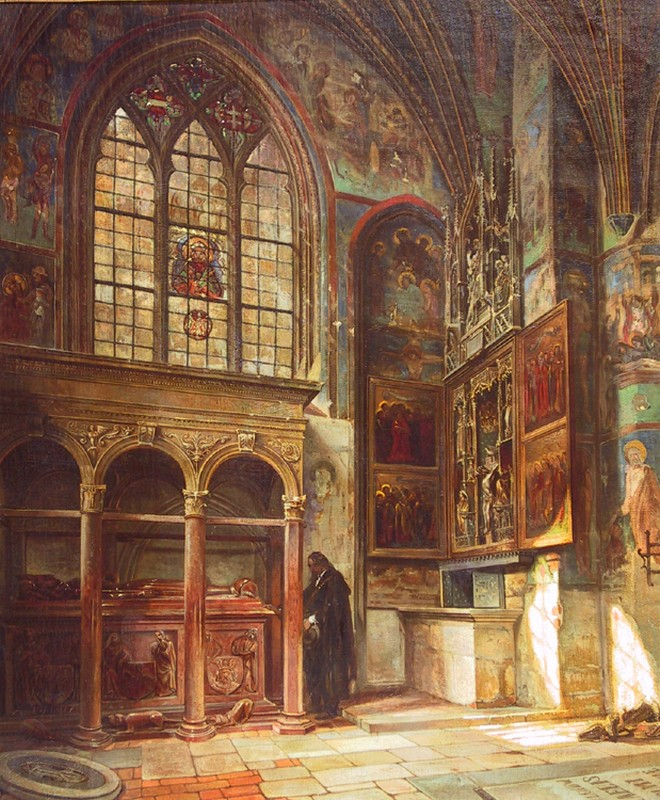
Wnętrze kaplicy Świętokrzyskiej na obrazie A. Gryglewskiego, ok. 1872
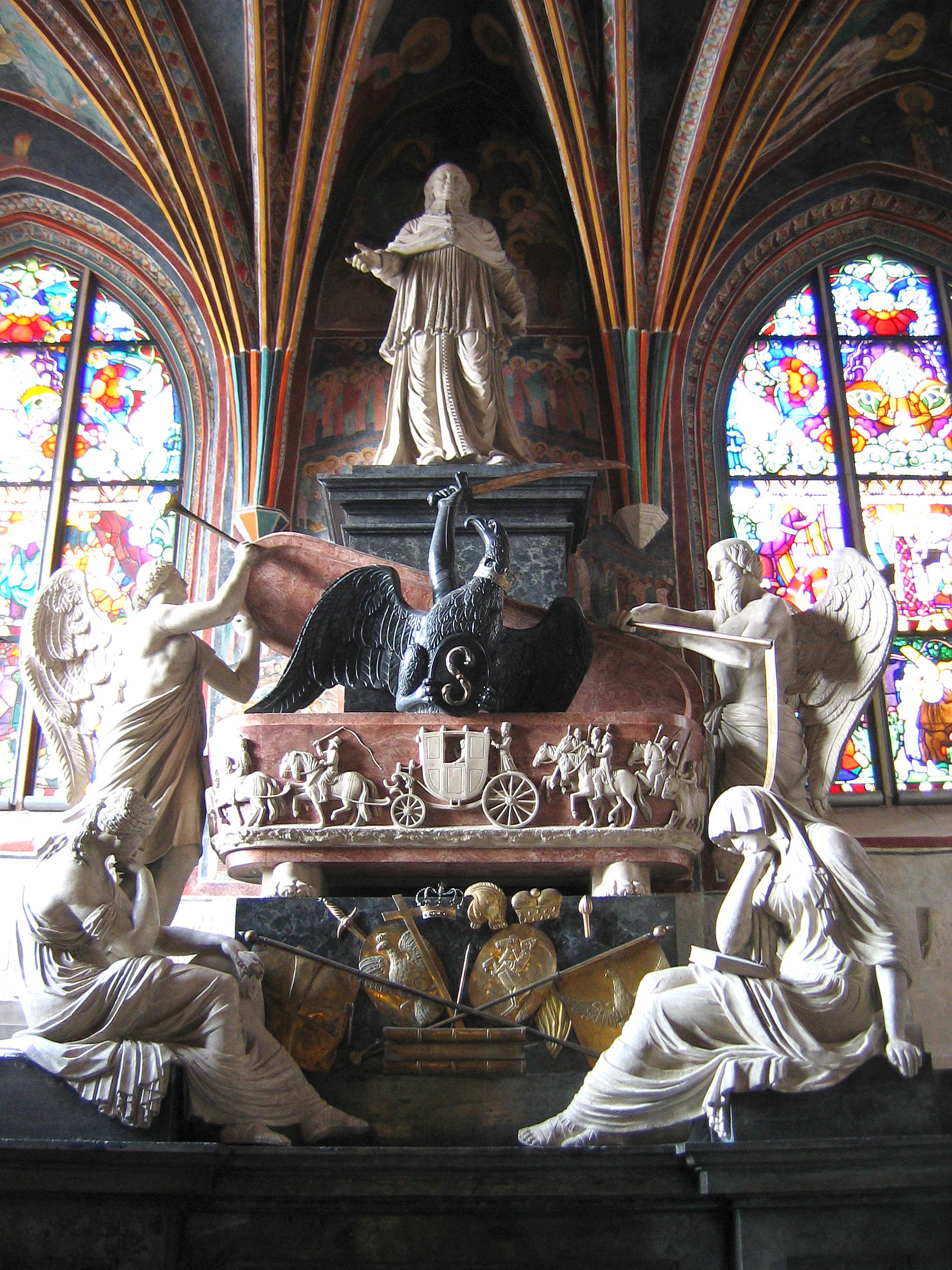
Nagrobek biskupa Kajetana Ignacego Sołtyka
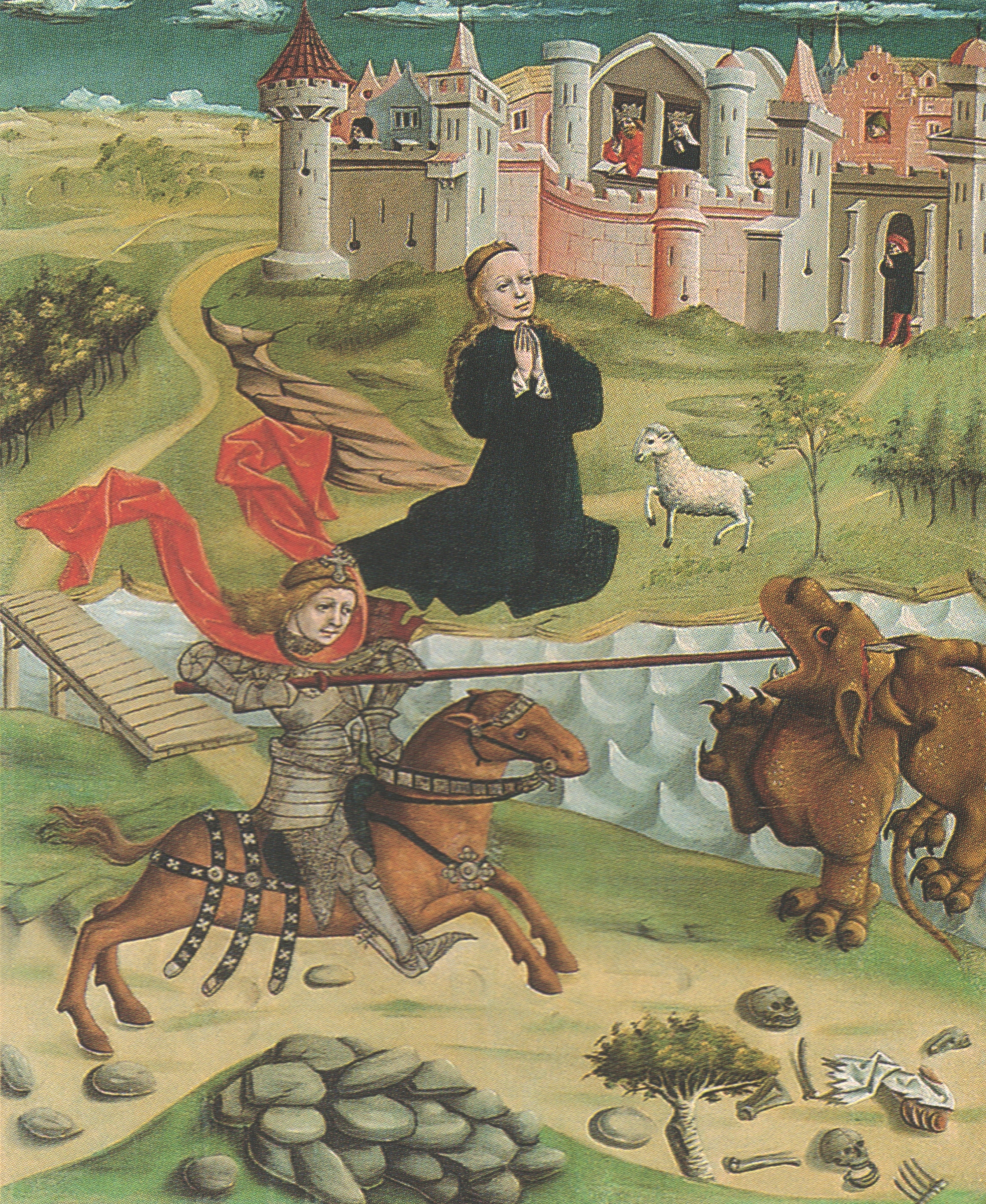
Tryptyk św. Trójcy – kwatera ze św. Jerzym